# Ірфан Кахведжі
Ірфан Кахведжі (тур. İrfan Kahveci, нар. 15 липня 1995, Баят) — турецький футболіст, півзахисник клубу «Фенербахче» та національної збірної Туреччини.

## Клубна кар'єра
Народився 15 липня 1995 року в селі Баят у провінції Чорум і в дитячому віці переїхав до столиці разом із сім'єю. Там і розпочав займатись футболом в академії «Генчлербірлігі».
Вперше він з'явився на полі в складі головної команди в матчі Кубка Туреччини 2011/12 проти «Кайсеріспора», вийшовши на заміну на 88-й хвилині. Потім Ірфан протягом декількох років виступав за резервні команди «Генчлербірлігі» в нижчих лігах, а сезон 2013/14 на правах оренди провів за «Хаджеттепе», резервну команду, що грала в Третій лізі.
2014 року повернувся до клубу «Генчлербірлігі» і 29 серпня 2014 року дебютував в Суперлізі, вийшовши на заміну в кінцівці гостьового поєдинку з «Різеспором». В результаті Ірфан швидко став основним гравцем команди. 9 листопада того ж року він забив свій перший гол на вищому рівні, вивівши свою команду вперед у гостьовій грі з «Касимпашею». У Суперлізі 2015/16 Кахведжі відзначився трьома забитими м'ячами, при цьому два з них були забиті в двох матчах проти все тієї ж «Касимпаші» і в обох випадках стали єдиними і переможними в матчах.
На початку 2017 року Кахведжі перейшов «Істанбул ББ». Станом на 4 червня 2020 року відіграв за стамбульську команду 91 матч в національному чемпіонаті.

## Виступи за збірні
2012 року дебютував у складі юнацької збірної Туреччини (U-17), загалом на юнацькому рівні взяв участь у 14 іграх, відзначившись одним забитим голом.
Протягом 2015—2016 років залучався до складу молодіжної збірної Туреччини. На молодіжному рівні зіграв у 12 офіційних матчах.
23 березня 2018 року дебютував в офіційних іграх у складі національної збірної Туреччини у товариському матчі проти Ірландії (1:0).

## Титули і досягнення
- Чемпіон Туреччини (1):

«Істанбул Башакшехір»: 2019-20
- Володар Кубка Туреччини (1):

«Фенербахче»: 2022-23